# Храм Покрова Пресвятой Богородицы (Голубинка)
Церковь Покрова Пресвятой Богородицы — православный храм в хуторе Голубинка Белокалитвинского района Ростовской области. Относится к Усть-Донецкому благочинию Волгодонской епархии Русской православной церкви.
Адрес храма: Россия, Ростовская область, Белокалитвинский район, хутор Голубинка.

## История
Храм Покрова Пресвятой Богородицы в хуторе Голубинка Белокалитвинского района Ростовской области был построен в 1888 году. Новая церковь была деревянная с колокольней в одном сооружении.
Архитектурный комплекс Свято-Покровского храма состоял из самого храма, здания церковно-приходской школы и церковной караулки. Школьное здание было построено также деревянным, стояло на каменном фундаменте и было покрыто железом. Церковно-приходская школа была рассчитана на 60 учащихся. Смешанная церковно-приходская школа, построенная в 1888 году, в 1910 году стала женской. С 1897 года в хуторе существовало также приходское училище.
После октябрьской революции Свято-Покровский храм был закрыт. Здание храма использовалось как зернохранилище.
Богослужения в храме Покрова Пресвятой Богородицы возобновились после Великой Отечественной войны. В 1997 году в церкви возник пожар, уничтоживший деревянное здание. Для отправления богослужений местной православной общине отдали старое здание школы. Прихожане переоборудовали здание под молитвенный дом.
В настоящее время в Свято-Покровском молитвенном доме совершаются богослужения. По указу правящего Архиерея № 115 от 3 декабря 2010 года настоятелем прихода стал клирик Ростовской епархии — иерей Михаил Дегтярев. В здании действующего молитвенного дома сделан ремонт: была полностью отремонтирована кровля, заменены двери храмов, вставлены новые металлопластиковые окна; заменён крест над входом в молельный дом; на кровлю молельного дома был установлен небольшой купол с крестом.

## Священнослужители
Настоятель храма: иерей Михаил Дегтярев.

## Престольные праздники
Покрова Пресвятой Богородицы — 14 октября (по н. с.)